# Csőrös nőszőfű
A csőrös nőszőfű (Epipactis leptochila) a kosborfélék családjába tartozó, Magyarországon védett vadvirág.

## Megjelenése

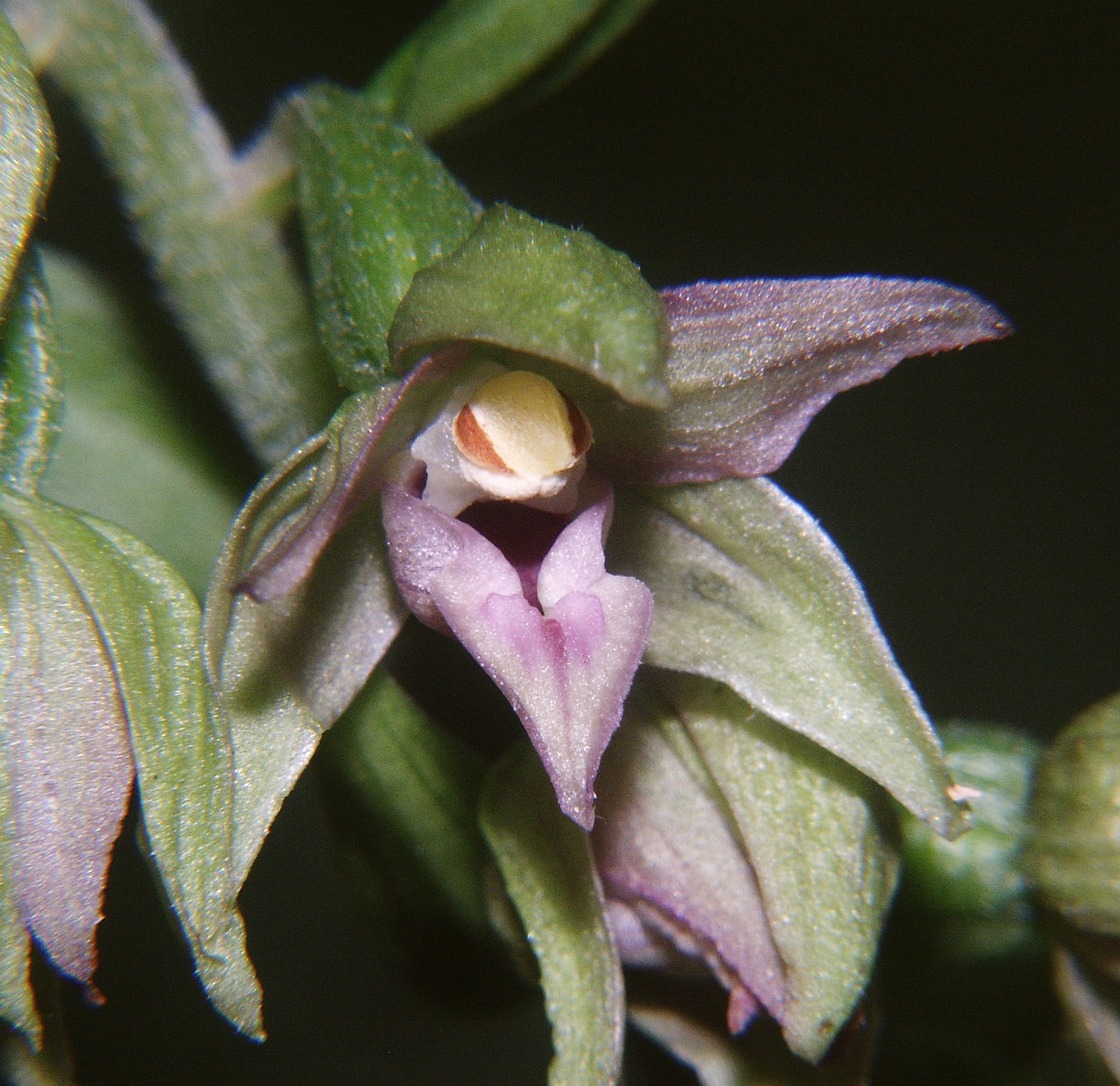
Virága

A csőrös nőszőfű 30–70 cm (ritkán 80 cm) magas, lágyszárú, évelő növény. Szárának levelek alatti része ibolyás színű lehet. A száron 3-8 váltakozó állású, szárölelő levél található, amelyek hossza 5–11 cm, szélessége 2,2–5 cm; tövük gyakran kisárgul. Felületük gyengén molyhos, színük világos- vagy élénkzöld. A felső levelek keskeny-lándzsásak, murvalevél-szerűek.
Június-augusztusban virít. A virágzatot laza fürtbe rendeződő 8-35 kissé bókoló virág alkotja, amelyek feltűnően hosszú (akár 8 cm), esetenként lecsüngő murvalevelek hónaljából nőnek ki. A 10–15 mm-es lepellevelek (szirmok) kihegyezett végű tojásdad alakúak, többnyire zöldek, esetenként vöröses árnyalattal. A 8–11 mm hosszú mézajak külső része (epichil) csúcsosan-csőrösen előreáll, színe rózsaszín vagy világoszöld, rajta V alakú rózsaszín dudorral. A belső rész (hypochil) kiöblösödő, belül pirosasbarna.
Termése 8–16 mm hosszú, 5–8 mm széles toktermés, amelyben 1800-4300 apró, lisztfinomságú mag található.

## Elterjedése
Európa mérsékelt övi részein honos északon Dániáig, keleten Magyarországig és a Balkán-félszigetig, délen Olaszországig és a Pireneusokig, nyugaton a Brit-szigetekig. Magyarországon hegy- és dombvidéki erdők növénye; legnagyobb állományai a Mecsekben élnek, de szórványosan megtalálható az Északi- és a Dunántúli-középhegységben is.

## Életmódja
Bükkösökben, gyertyános-tölgyesekben lehet találkozni vele. Enyhén mészkedvelő, élőhelyein a talaj kémhatását pH 5,9-7,6 közöttinek (átlagosan 6,9) mérték. Árnyéktűrő faj.
Hajtásai májusban jelennek meg és június-augusztus között nyílik. Virágzási középnapja július 20. Önmegporzó, a megtermékenyülés hatásfoka jó, a virágok 70-75%-a termést hoz. A magvak szeptemberre érnek be. Hajtásai általában magányosan jelennek meg, ezért a sarjképzéssel történő vegetatív szaporodás feltehetően kevésbé jellemző.  

## Természetvédelmi helyzete
A csőrös nőszőfű helyenként ritka és visszaszorulóban van, de főleg Német- és Franciaországban nagy állományai ismertek. Ezért a Természetvédelmi Világszövetség Vörös listáján nem fenyegetett státusszal szerepel. Elsősorban az erdőirtás és a lomblevelű erdők fenyvesekre cserélése jelent rá veszélyt. Magyarországon összesen 43 állományát mérték fel, teljes egyedszáma néhány ezer lehet. 1988 óta védett, természetvédelmi értéke 10 000 Ft.

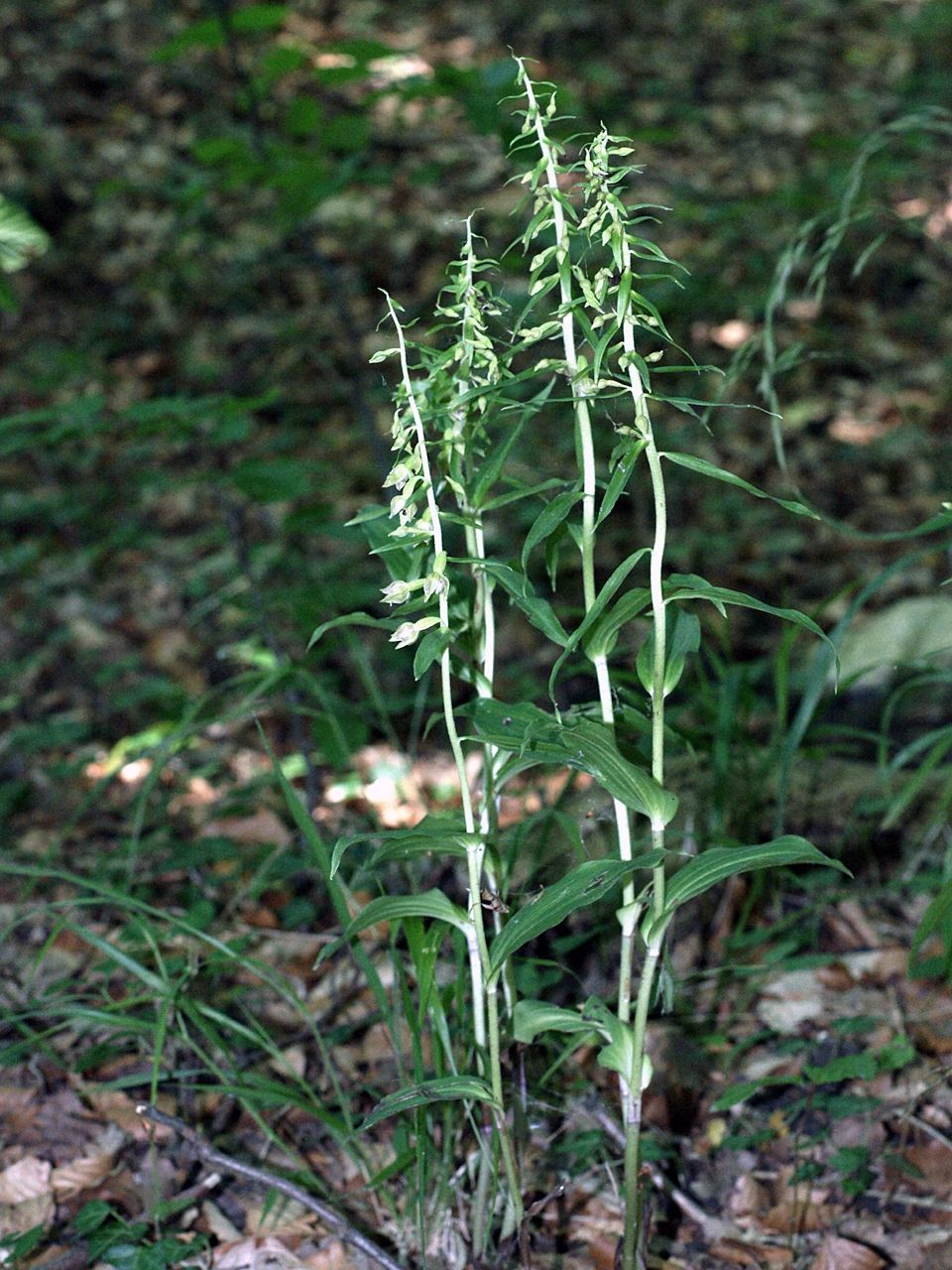
Habitusa
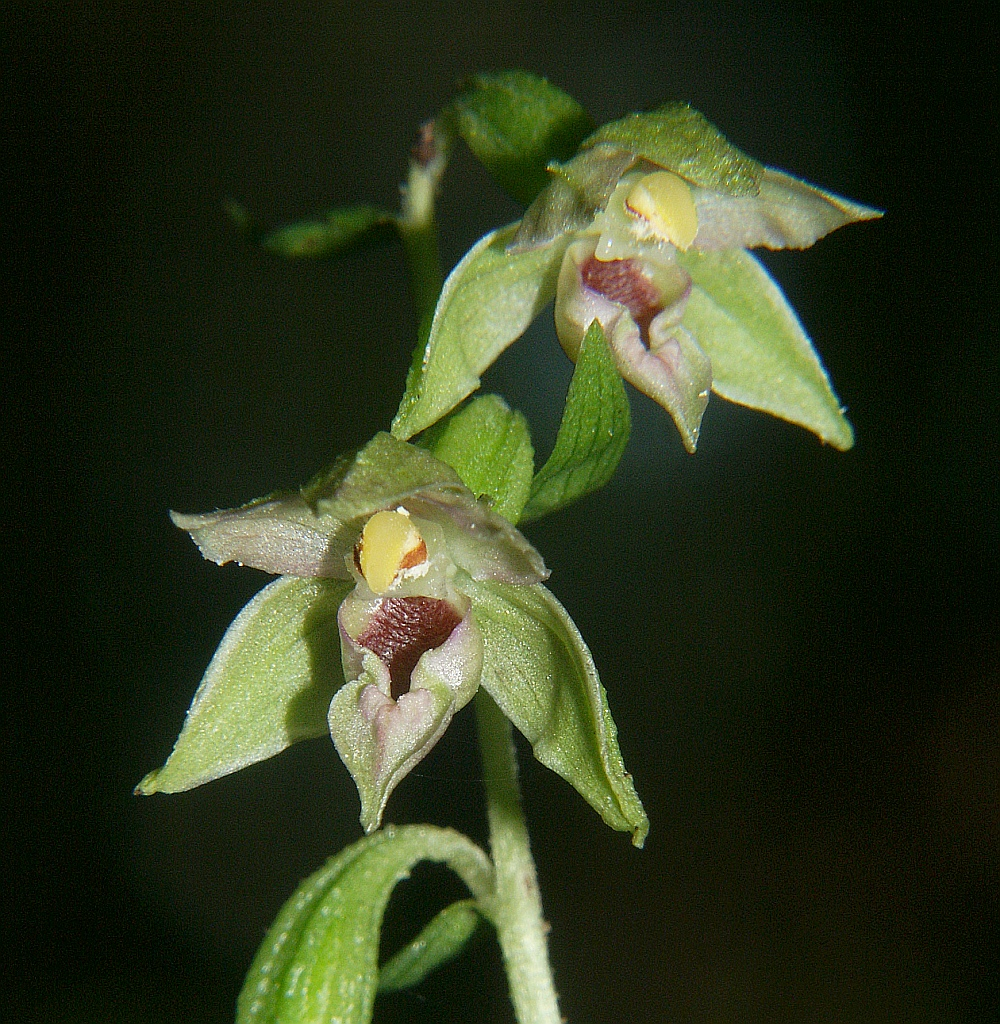
Virágai
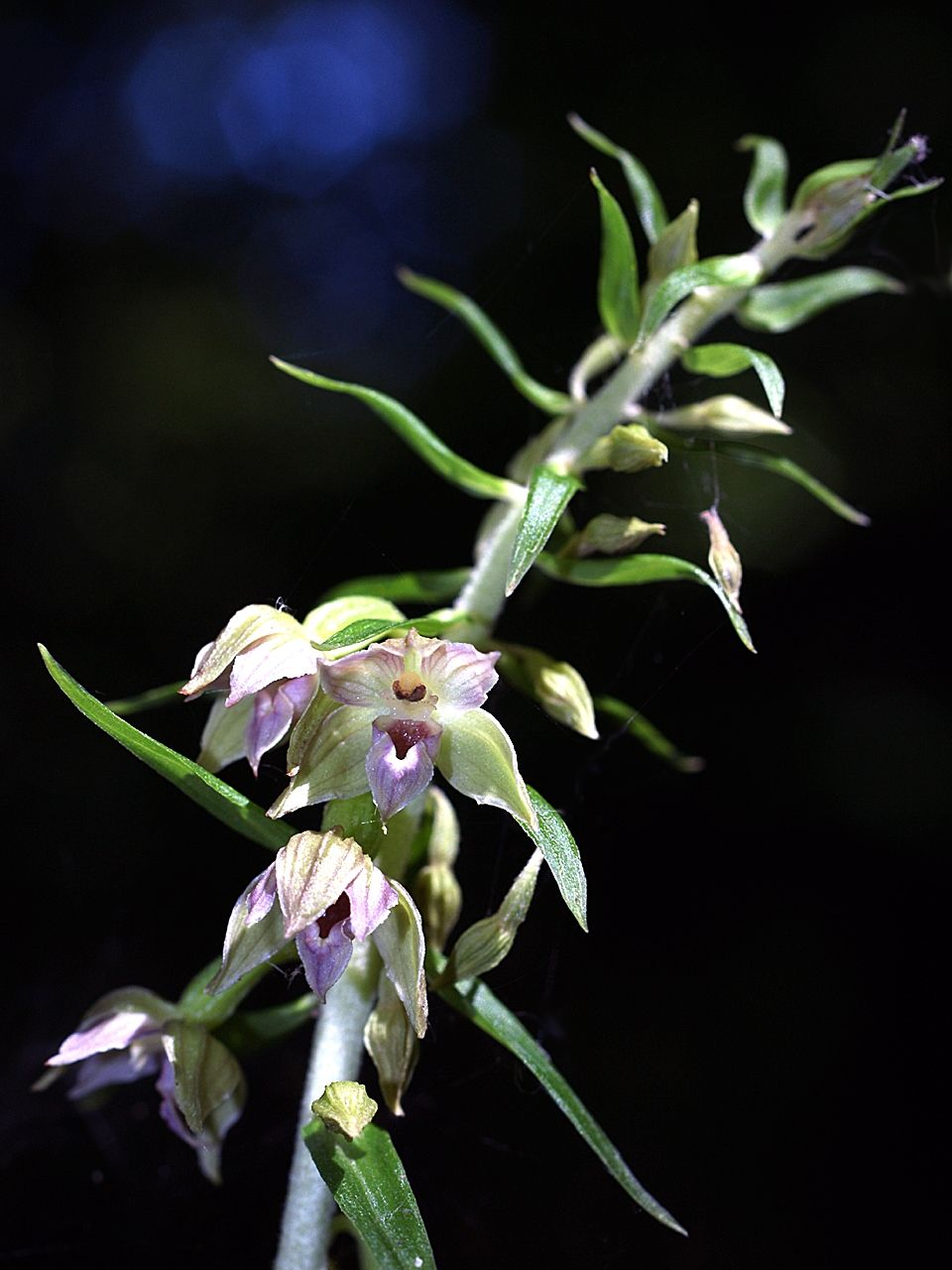
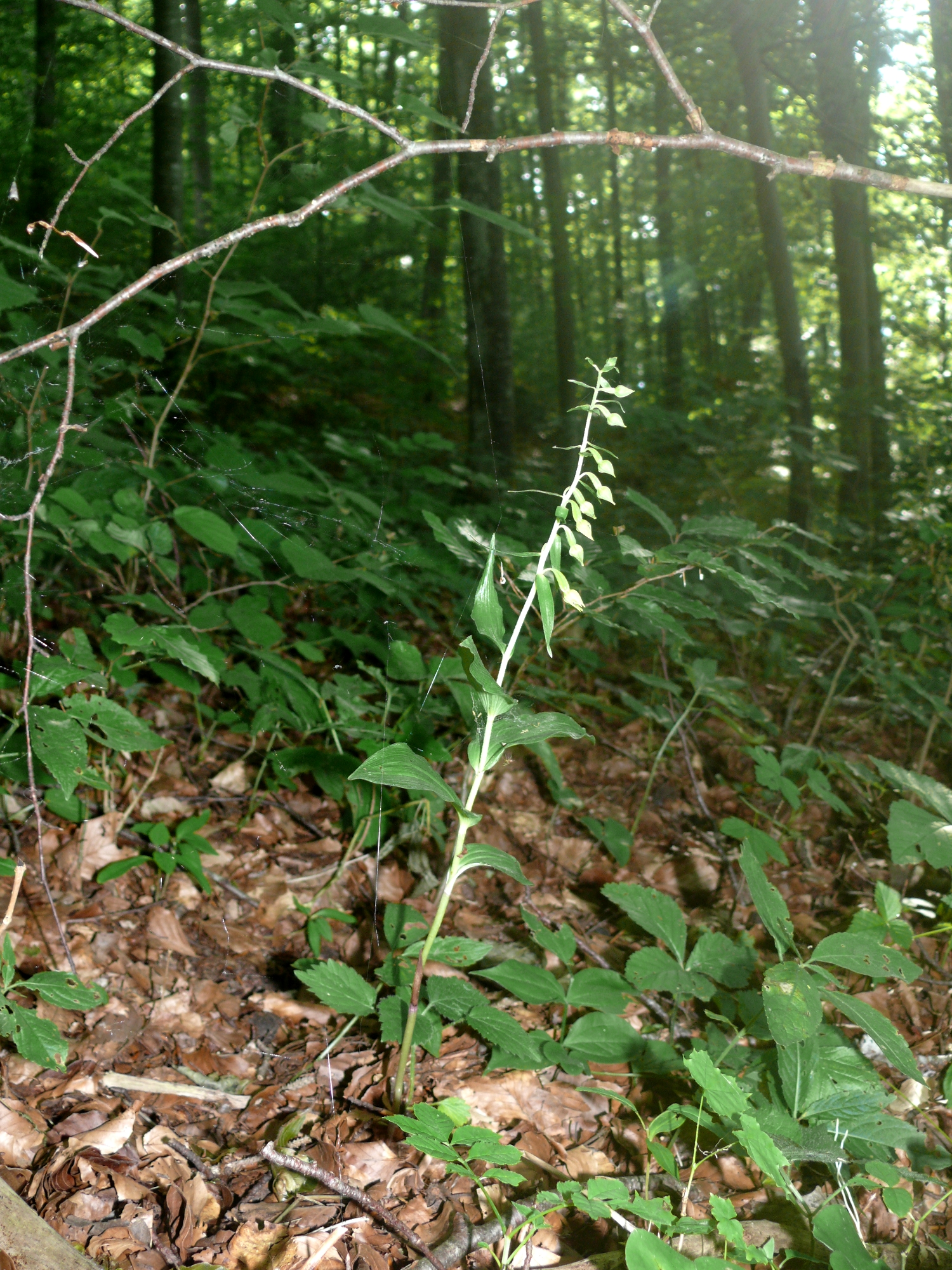
Kleisztogám, ki nem nyíló változata